# Douglas Tardin
Douglas Tardin (* 8. Januar 1992 in Nova Friburgo) ist ein brasilianischer Fußballspieler.

## Karriere
Douglas Tardin erlernte das Fußballspielen in der Jugendmannschaft von Internacional Porto Alegre im brasilianischen Porto Alegre. Seinen ersten Vertrag unterschrieb er am 1. Januar 2012 bei Friburguense AC. Der Verein aus seiner Geburtsstadt Nova Friburgo spielte in der vierten Liga, der Série D. Im Juli 2014 ging er nach Europa. Hier unterschrieb er in der Schweiz einen Vertrag beim FC Wangen bei Olten. Bei dem Verein aus Wangen bei Olten stand er eine Saison unter Vertrag. Von Juli 2015 bis Juni 2017 spielte er in Angola beim Sport Luanda e Benfica. Für den Verein aus der Hauptstadt Luanda spielte er zehnmal in der ersten Liga. Am 1. Juli 2017 kehrte er für ein Jahr zum FC Wangen bei Olten in die Schweiz zurück. Im Juni 2018 zog es ihn nach Asien. Hier unterschrieb er in Vietnam einen Vertrag beim Quảng Nam FC. Der Verein aus Tam Kỳ spielte in der ersten Liga, der V.League 1. Für Quảng Nam bestritt er elf Ligaspiele. Nach einem halben Jahr ging er im Januar 2019 wieder in seine Heimat. Hier schloss er sich bis März 2021 dem AD Ferroviária Vale do Rio Doce aus Cariacica an. Kirivong Sok Sen Chey, ein Erstligist aus Kambodscha, nahm ihn Anfang März 2021 unter Vertrag. Für den Erstligisten aus Takeo bestritt er elf Spiele. Im Januar 2022 zog er weiter nach Thailand. Hier verpflichtete ihn der Drittligist Saraburi United FC. Der Verein aus Saraburi spielte in der Western Region der Liga. Am Ende der Saison wurde er mit Saraburi Meister der Region. In den Aufstiegsspielen zur zweiten Liga konnte man sich nicht durchsetzen. Im Sommer 2022 unterschrieb er in Suphanburi einen Vertrag beim Erstligaabsteiger Suphanburi FC. Für den Zweitligisten bestritt er 28 Ligaspiele, in denen er 13 Tore erzielte. Nach der Saison wurde sein Vertrag nicht verlängert. Im Juli 2023 ging er nach wieder nach Vietnam, wo er einen Vertrag beim Erstligisten Khánh Hòa FC in Nha Trang unterschrieb. Nach einem Erstligaspiel wurde sein Vertrag Anfang Januar 2024 wieder aufgelöst. Am 4. Januar 2024 wechselte er nach Indien. Hier nahm ihn der Zweitligist Shillong Lajong FC unter Vertrag.

## Erfolge
Saraburi United FC
- Thai League 3 – West: 2021/22